# Ayelech Worku
Ayelech Worku (Etiopía, 12 de junio de 1979) es una atleta etíope, especialista en la prueba de 5000 m, en la que ha logrado ser medallista de bronce mundial en 2001.

## Carrera deportiva
En el mundial de Sevilla 1999 ganó la medalla de bronce en 5000 metros, tras la rumana Gabriela Szabo y la marroquí Zahra Ouaziz.
Dos años después, en el Mundial de Edmonton 2001 volvió a ganar la medalla de bronce en la misma prueba, tras la rusa Olga Yegorova y la española Marta Domínguez.